# Leptodeuterocopus zonites
Leptodeuterocopus zonites là một loài bướm đêm thuộc họ Pterophoridae. Nó được tìm thấy ở British Guyana.
Sải cánh dài khoảng 12 mm. Con trưởng thành bay vào tháng 1 và tháng 2.